# Kobayashi Satoru
Satoru Kobayashi (sinh ngày 26 tháng 8 năm 1973) là một cầu thủ bóng đá người Nhật Bản.

## Sự nghiệp câu lạc bộ
Satoru Kobayashi đã từng chơi cho Omiya Ardija, Sagan Tosu và Albirex Niigata.